# Comuna Melnîkî, Ciornobai
Melnîkî (în ucraineană Мельники) este o comună în raionul Ciornobai, regiunea Cerkasî, Ucraina, formată din satele Cervonohîjînți, Melnîkî (reședința) și Voronînți.

## Demografie
Componența lingvistică a comunei Melnîkî
     Ucraineană (96,27%)
     Rusă (3,07%)
     Alte limbi (0,24%)
Conform recensământului din 2001, majoritatea populației comunei Melnîkî era vorbitoare de ucraineană (96,27%), existând în minoritate și vorbitori de rusă (3,07%).